# Richard Møller Nielsen
Richard Møller Nielsen (Ubberud, Odense, Dinamarca, 19 d'agost de 1937 - ibíd., 13 de febrer de 2014) conegut com a Ricardo, és un exfutbolista i entrenador de futbol danès.

## Futbolista
Com a futbolista jugava de defensa, va militar a l'Odense BK, i va arribar a ser internacional entre 1959 i 1961.

## Entrenador
La seva fita més important com a entrenador va ser a l'Eurocopa de 1992, en què va assolir la victòria, de manera totalment inesperada, amb Dinamarca.
Després de l'Eurocopa de 1996 va entrenar les seleccions de Finlàndia i Israel.
Pel que fa a equips, ha entrenat l'Esbjerg fB, l'Odense BK, categories inferiors de Dinamarca i el Kolding FC, equip amb el qual es va retirar de les banquetes, l'octubre de 2003.